# Arquidiócesis de Bertoua
La arquidiócesis de Bertoua  (en latín: Archidioecesis Bertuana y en francés: Archidiocèse de Bertoua) es una circunscripción eclesiástica de la Iglesia católica en Camerún. Se trata de una arquidiócesis latina, sede metropolitana de la provincia eclesiástica de Bertoua. Desde el 3 de diciembre de 2009 su arzobispo es Joseph Atanga, de la Compañía de Jesús.

## Territorio y organización
La arquidiócesis tiene 26 320 km² y extiende su jurisdicción sobre los fieles católicos de rito latino residentes en el departamento de Lom-et-Djérem en la región del Este.
La sede de la arquidiócesis se encuentra en la ciudad de Bertoua, en donde se halla la Catedral de la Sagrada Familia.
La arquidiócesis tiene como sufragáneas a las diócesis de: Batouri, Doumé-Abong' Mbang y Yokadouma.
En 2020 en la arquidiócesis existían 48 parroquias.

## Historia
La diócesis de Bertoua fue erigida el 17 de marzo de 1983 con la bula Gravissimum officium del papa Juan Pablo II, obteniendo el territorio de la diócesis de Doumé (hoy diócesis de Doumé-Abong' Mbang). Originalmente era sufragánea de la arquidiócesis de Yaundé.
El 20 de mayo de 1991 cedió una parte de su territorio para la erección de la diócesis de Yokadouma mediante la bula Quod Venerabiles del papa Juan Pablo II.
El 3 de febrero de 1994 cedió otra porción de su territorio para la erección de la diócesis de Batouri mediante la bula Quo aptius del papa Juan Pablo II.
El 11 de noviembre de 1994 fue elevada al rango de arquidiócesis metropolitana con la bula Pastorali quidem del papa Juan Pablo II.

## Estadísticas
Según el Anuario Pontificio 2021 la arquidiócesis tenía a fines de 2020 un total de 234 800 fieles bautizados.
| Año                                                                             | Población            | Población | Población      | Sacerdotes | Sacerdotes    | Sacerdotes    | Bautizados por sacerdote | Diáconos permanentes | Religiosos | Religiosos | Parroquias |
| Año                                                                             | Bautizados católicos | Total     | % de católicos | Total      | Clero secular | Clero regular | Bautizados por sacerdote | Diáconos permanentes | Varones    | Mujeres    | Parroquias |
| ------------------------------------------------------------------------------- | -------------------- | --------- | -------------- | ---------- | ------------- | ------------- | ------------------------ | -------------------- | ---------- | ---------- | ---------- |
| 1990                                                                            | 76 850               | 352 500   | 21.8           | 32         | 13            | 19            | 2401                     |                      | 36         | 62         | 17         |
| 1999                                                                            | 71 463               | 225 135   | 31.7           | 26         | 14            | 12            | 2748                     |                      | 22         | 43         | 14         |
| 2000                                                                            | 82 724               | 234 975   | 35.2           | 23         | 14            | 9             | 3596                     |                      | 19         | 40         | 14         |
| 2001                                                                            | 82 900               | 245 150   | 33.8           | 26         | 14            | 12            | 3188                     |                      | 22         | 47         | 15         |
| 2002                                                                            | 83 525               | 254 275   | 32.8           | 23         | 14            | 9             | 3631                     |                      | 20         | 47         | 17         |
| 2003                                                                            | 85 278               | 284 678   | 30.0           | 33         | 25            | 8             | 2584                     |                      | 25         | 59         | 18         |
| 2004                                                                            | 101 154              | 308 875   | 32.7           | 34         | 25            | 9             | 2975                     |                      | 24         | 43         | 19         |
| 2006                                                                            | 121 204              | 314 000   | 38.6           | 44         | 32            | 12            | 2754                     |                      | 29         | 65         | 18         |
| 2012                                                                            | 129 000              | 345 000   | 37.4           | 69         | 60            | 9             | 1869                     |                      | 19         | 65         | 37         |
| 2015                                                                            | 83 000               | 350 000   | 23.7           | 77         | 67            | 10            | 1077                     |                      | 22         | 50         | 39         |
| 2018                                                                            | 224 000              | 372 000   | 60.2           | 83         | 77            | 6             | 2698                     | 6                    | 21         | 45         | 48         |
| 2020                                                                            | 234 800              | 390 120   | 60.2           | 97         | 91            | 6             | 2420                     | 6                    | 21         | 45         | 48         |
| Fuente: Catholic-Hierarchy, que a su vez toma los datos del Anuario Pontificio. |                      |           |                |            |               |               |                          |                      |            |            |            |

## Episcopologio
- Lambertus Johannes van Heygen, C.S.Sp. † (17 de marzo de 1983- 3 de junio de 1999 retirado)
- Roger Pirenne, C.I.C.M. (3 de junio de 1999-3 de diciembre de 2009  retirado)
- Joseph Atanga, S.I., desde el 3 de diciembre de 2009